# Strottenhoofd
Het strottenhoofd, kortweg strot of larynx is het orgaan in de hals van mensen en andere zoogdieren dat betrokken is bij de ademhaling, bescherming van de luchtpijp en het maken van geluid. Het strottenhoofd bevindt zich in de hypofarynx, onderaan het punt in de keel waar luchtweg en voedselweg gescheiden worden (orofarynx). In het strottenhoofd bevinden zich de ware stemplooien of ware stembanden.

## Anatomie
Het strottenhoofd bestaat uit een aantal kraakbenen onderdelen die verbonden zijn met pezen en spieren. Het strottenhoofd is in de hals opgehangen aan het tongbeen (os hyoideum). De voorzijde van het strottenhoofd is in de hals zichtbaar als de adamsappel, bij mannen meer dan bij vrouwen. 

### Kraakbeen
De kraakbeenstukken van het strottenhoofd zijn:
- ringkraakbeen (cartilago cricoides of cricoïd);
- schildkraakbeen (cartilago thyreoides);
- bekerkraakbeentjes (cartilago arytaenoides).
- strotklepje (epiglottis);

Het cricoïd bevindt zich onder het schildkraakbeen, en verbindt het strottenhoofd met de luchtpijp (trachea). Het schildkraakbeen kan op het cricoïd in voor-achterwaartse richting kantelen door twee zijdelingse gewrichtjes. De epiglottis is een klep die passief het strottenhoofd kan afsluiten wanneer er wordt geslikt, waardoor er geen voedsel of vloeistof in de luchtpijp terecht kan komen. Het voedsel wordt vervolgens zijdelings van het strottenhoofd in de slokdarm geperst.

### Stembanden
De ware stemplooien of stembanden zitten voorin aan het schildkraakbeen vast, ter hoogte van de adamsappel (pomum Adami). Ze verlopen in voor-achterwaartse richting naar de arytenoïden. Deze arytenoïden kunnen zijdelings verschuiven op het ringkraakbeen. Wanneer de arytenoïden in de middenpositie staan kan er stemgeluid worden gemaakt. Wanneer ze geheel naar buiten verschoven zijn, is de ademweg volledig vrij. In het strottenhoofd zijn naast de ware stemplooien ook valse stemplooien aanwezig. Deze liggen boven de ware stembanden en hebben dus met name een ondersteunende functie in het afsluiten van het strottenhoofd bij verslikken (aspiratie). De valse stembanden hebben zelf geen spieren die kunnen worden aangespannen om klanken te vormen. Ze dragen door hun ligging enigszins passief bij aan het vormen van klanken, echter zal dit onvoldoende zijn om een aandoening aan de ware stembanden volledig teniet te doen.

### Zenuwen
Het strottenhoofd wordt aangestuurd door de aftakkingen van de nervus vagus (tiende hersenzenuw):
- nervus laryngeus inferior (nervus recurrens)
- nervus laryngeus superior

De nervus laryngeus inferior stuurt de spieren aan die verantwoordelijk zijn voor de vorming van klank in de ware stembanden. 
De nervus laryngeus superior stuurt de spieren aan die verantwoordelijk zijn voor de kanteling van het schildkraakbeen.
Deze zenuwvertakkingen maken een grote omweg van de hersenen tot aan de grote aders komende uit het hart, om dan terug naar het strottenhoofd te gaan. Deze omweg is vreemd gezien de relatief korte afstand tussen de hersenen en het strottenhoofd. Deze immense omweg van de nervus vagus is waarschijnlijk ontstaan bij vissen als een verbinding tussen de hersenen en de kieuwen vlak bij het hart. De bocht die de zenuw bleef behouden bij latere vertebraten die een nek ontwikkelden. De omweg van de zenuwvertakkingen is een (onlogische of niet gecorrigeerde) historische erfenis van onze voorouders.

### Spieren
- Musculus cricothyroideus, verkort en verlengt de stembanden
- Musculus cricoarytenoideus posterior, abductie en externe rotatie van bekerkraakbeentjes (abductie van de stembanden).
- Musculus cricoarytenoideus lateralis, adductie en interne rotatie van bekerkraakbeentjes (adductie van de stembanden)
- Musculus arytenoideus transversalis, adductie van bekerkraakbeentjes (adductie van de stembanden)
- Musculus arytenoideus obliquus, vernauwing van de strottenhoofdinlaat.
- Musculus vocalis, stembandspieren
- Musculus thyroarytenoideus, vernauwing van het strottenhoofdvoorhof.